# Fernanda Venturini
Fernanda Porto Venturini, född 24 oktober 1970 i Ribeirão Preto, är en brasiliansk före detta volleybollspelare.
Venturini blev olympisk bronsmedaljör i volleyboll vid sommarspelen 1996 i Atlanta.

## Klubbar
| År        | Klubb                      |
| --------- | -------------------------- |
| 1984-1985 | Recreativa EC              |
| 1986-1987 | Pão de Açúcar EC           |
| 1987-1991 | Sadia EC                   |
| 1991-1992 | Minas Tênis Clube          |
| 1992-1994 | Ribeirão Preto             |
| 1994-1997 | Sorocaba                   |
| 1997-2000 | Paraná Vôlei Clube         |
| 2000-2001 | CR Vasco da Gama           |
| 2002-2003 | BZN/Osasco                 |
| 2003-2004 | Finasa/Osasco              |
| 2004-2006 | Rio de Janeiro Vôlei Clube |
| 2007      | CAV Murcia 2005            |
| 2007-2011 | inaktiv                    |
| 2011-2012 | Rio de Janeiro Vôlei Clube |